# 藤原義忠
藤原 義忠（ふじわら の のりただ）は、平安時代中期の貴族・歌人・儒学者。藤原式家、大和守・藤原為文の子。官位は正四位下・権左中弁、贈従三位・参議。

## 経歴
対策及第を経て、一条朝末の寛弘7年（1010年）頃に少内記に任ぜられると、後一条朝の初頭まで約10年に亘って内記を務め、この間の寛仁元年（1017年）式部大輔・藤原広業とともに皇太子・敦良親王（のち後一条天皇）の東宮学士を、寛仁2年（1018年）には式部少輔を兼ねた。寛仁3年（1019年）右少弁に遷ると、翌寛仁4年（1020年）左少弁兼文章博士となり、万寿2年（1025年）ごろまで弁官を務め、治安元年（1021年）正五位下に叙せられている。 
その後、敦良親王（のち後朱雀天皇）・親仁親王（のち後冷泉天皇）の東宮学士や大学頭を務める一方で、阿波守・大和守などの地方官も兼ね、位階は正四位下に至った。また、後朱雀朝の長暦2年（1038年）右中弁として弁官に復任すると、翌長暦3年（1039年）権左中弁に昇任し、以降は卒去まで弁官を務めている。
儒学者として侍読の任に当たる一方、和歌にも秀で多くの歌合に出詠者・判者として参加した。後一条・後朱雀両帝の大嘗会和歌作者。万寿2年（1025年）に「義忠家歌合」を主催。長元6年（1033年）には関白・藤原頼通が自邸で催した子の日の宴にて、和歌序を作成して禄として御衣を与えられた。長久2年（1041年）「弘徽殿女御十番歌合」では判者を務めた。同年10月1日に吉野川で船遊びを行ったが、船が転覆する事故に遭って水死。享年58。最終官位は権左中弁正四位下兼大学頭東宮学士大和守。没後に侍読の労を顕彰され、参議従三位を追贈された。

## 人物
長元6年（1033年）ごろに鷹司殿（源倫子）の70歳を祝して、漢詩が書かれた色紙形が付いた屏風を作ることになり、民部卿・藤原斉信が詩文に優れた博士に漢詩を作らせて色紙形に書くべき詩を選定した。ここで文章博士・藤原資業の漢詩が多く採用されたことから、義忠は関白・藤原頼通に対して資業の漢詩を難じたという逸話がある。
漢詩作品は『本朝続文粋』に、和歌作品は『後拾遺和歌集』以下の勅撰和歌集に4首が採録されている。

## 官歴
- 時期不詳：対策及第[5]
- 寛弘7年（1010年） 正月5日：見少内記[6]
- 長和4年（1015年） 5月27日：大内記[7]。12月4日：見従五位下[7]
- 寛仁元年（1017年） 8月9日：兼東宮学士（皇太子・敦良親王）[6]
- 寛仁2年（1018年） 8月14日：兼式部少輔[8]
- 時期不詳：従五位上
- 寛仁3年（1019年） 12月21日：右少弁[9]、少輔学士周防権介如元、元大内記勘解由次官[10]
- 寛仁4年（1020年） 11月29日：左少弁[10]。閏12月23日：兼文章博士、止少輔[10]
- 治安元年（1021年） 11月3日：正五位下（春日行幸行事賞）[10]
- 万寿2年（1025年） 正月29日：阿波守、東宮学士如元、止左少弁[11][12]
- 長元元年（1028年） 日付不詳：止阿波守[13]
- 長元9年（1036年） 10月14日：兼大和守[14]。11月：見大学頭[15]
- 時期不詳：正四位下
- 長暦2年（1038年） 10月1日：右中弁（中弁直任例）[16]、頭学士守如元[10]
- 長暦3年（1039年） 12月18日：権左中弁[10]
- 長暦4年（1040年） 6月30日：氏院別当[10]
- 長久2年（1041年）10月1日：卒去（権左中弁正四位下兼大学頭東宮学士大和守）[17]。日付不詳：従三位、参議（侍読労）[5]

## 系譜
『尊卑分脈』による。
- 父：藤原為文
- 母：不詳
- 妻：大和宣旨（平惟仲の娘）
  - 男子：藤原能成
- 生母不明の子女
  - 男子：藤原忠棟
  - 男子：藤原公義（?-1054）
  - 男子：藤原忠宗
  - 男子：藤原定実
  - 女子：土御門院女房
  - 女子：高階為家室
- 養子
  - 男子：藤原義職 - 宇多源氏・源仲舒の子

同じく歌人として知られる大和宣旨が、藤原道雅と離別後に義忠の室となった。なお、女房名は義忠の官職である大和守に因んでいる。